# Линдов (Марк)
Ли́ндов (нем. Lindow) — город в Германии, в земле Бранденбург.
Входит в состав района Восточный Пригниц-Руппин. Подчиняется управлению Амт Линдов (Марк). Население составляет 3097 человек (на 31 декабря 2010 года). Занимает площадь 65,17 км². Официальный код — 12 0 68 280.
Город подразделяется на 6 городских районов.
| Год  | Население |
| ---- | --------- |
| 2005 | 3309      |
| 2010 | 3102      |

- Ратуша Линдова
- Marktplatz und Straße des Friedens in Lindow
- Evangelische Pfarrkirche in Lindow
- Kirche in Schönberg